# Dirinon
Dirinon (bret. Dirinonn) – miejscowość i gmina we Francji, w regionie Bretania, w departamencie Finistère. W 2013 roku populacja gminy wynosiła 2418 mieszkańców. Miejscowość położona jest na lewym brzegu estuarium rzeki Élorn. 